# Neocoenyra bioculata
Neocoenyra bioculata är en fjärilsart som beskrevs av Robert H. Carcasson 1964. Neocoenyra bioculata ingår i släktet Neocoenyra och familjen praktfjärilar. Inga underarter finns listade i Catalogue of Life.